# Winner Anacona
Winner Andrew Anacona Gomez (Tunja, 11 augustus 1988) is een Colombiaans wegwielrenner en voormalig baanwielrenner die vanaf 2023 voor Colombia Pacto por el Deporte uitkomt. Daarvoor reed hij voor Arkéa-Samsic enMovistar dat hem in 2015 overnam van Lampre-Merida. Bij de junioren was hij ook actief op de baan en werd kampioen puntenkoers en ploegenachtervolging.
Zijn vader was een groot wielerliefhebber en wilde zijn zoon graag de namen geven van twee van zijn idolen: Peter Winnen en Andrew Hampsten. Door een fout werd Winnen echter Winner.

## Belangrijkste overwinningen
2006
 Colombiaans kampioen tijdrijden, junioren
2010
Trofeo Matteotti, beloften
2011
5e etappe Baby Giro
2014
9e etappe Ronde van Spanje
2019
5e etappe Ronde van San Juan
Eindklassement Ronde van San Juan
2021
Trofeo Port d'Andratx-Mirador des Colomer
2022
Bergklassement Route d'Occitanie

## Resultaten in voornaamste wedstrijden
| Jaar | Ronde van Italië | Ronde van Frankrijk | Ronde van Spanje |
| ---- | ---------------- | ------------------- | ---------------- |
| 2012 |                  |                     | 19e              |
| 2013 |                  |                     | 105e             |
| 2014 | 62e              |                     | 27e (1)          |
| 2015 |                  | 57e                 |                  |
| 2016 |                  | 69e                 |                  |
| 2017 | 25e              |                     |                  |
| 2018 |                  |                     | 69e              |
| 2019 |                  |                     |                  |
| 2020 |                  | 66e                 |                  |
| 2021 |                  |                     |                  |
| 2022 |                  |                     |                  |

| Jaar | Milaan-San Remo | Amstel Gold Race | Luik-Bast.‑Luik | Ronde van Lombardije | Waalse Pijl | Clásica San Sebastián |  | WK op de weg |  | Wereldranglijsten |
| ---- | --------------- | ---------------- | --------------- | -------------------- | ----------- | --------------------- |  | ------------ |  | ----------------- |
| 2012 |                 |                  |                 | 25e                  |             | 58e                   |  | 68e          |  | 193e (UWT)        |
| 2013 |                 |                  |                 | opgave               |             |                       |  | opgave       |  |                   |
| 2014 |                 |                  |                 |                      |             |                       |  | opgave       |  | 119e (UWT)        |
| 2015 |                 |                  |                 |                      |             | 44e                   |  | opgave       |  | 164e (UWT)        |
| 2016 | 113e            |                  |                 | opgave               |             |                       |  |              |  | 208e (UWT)        |
| 2017 |                 |                  |                 | opgave               |             |                       |  |              |  | 235e (UWT)        |
| 2018 |                 | 90e              | 125e            |                      | opgave      | 77e                   |  | opgave       |  |                   |
| 2019 |                 |                  | 68e             |                      | 56e         |                       |  |              |  |                   |
| 2020 |                 |                  | 81e             |                      | 97e         |                       |  |              |  |                   |
| 2021 |                 |                  |                 | opgave               |             | 88e                   |  |              |  |                   |
| 2022 |                 | 71e              | 71e             |                      | 85e         |                       |  |              |  |                   |

## Ploegen
2008 –  Centri della Calzatura-Partizan (stagiair vanaf 15 augustus)
2012 –  Lampre-ISD
2013 –  Lampre-Merida
2014 –  Lampre-Merida
2015 –  Movistar Team
2016 –  Movistar Team
2017 –  Movistar Team
2018 –  Movistar Team
2019 –  Movistar Team
2020 –  Arkéa-Samsic
2021 –  Arkéa-Samsic
2022 –  Arkéa-Samsic
2023 –  Colombia Pacto por el Deporte